# Мавзолей Баба-Тахера
Мавзолей Баба-Тахера (перс. آرامگاه باباطاهرهمدان, Aramgah-e Baba-Taher) — знаходиться в Хамадані на площі імені Баба-Тахера. Належить до сучасних пам'ятників. 11 травня 1997 під номером 1870 включений до Список національних пам'яток Ірану.
Баба Тахер Орьян, який жив наприкінці X - початку XI століть, був великим перським поетом-містиком. Більшість життя він перебував у бідності. Відомий своїми чотиривіршами дубейті, які писав на лурському діалекті. Крім дубейті, він також написав і інші роботи. Зокрема, теологічні трактати арабською мовою, збірка арабських афоризмів та інші.

## Мавзолей
Знаходиться в центрі прямокутної площі на невеликому піднесенні. Навколо знаходиться зелений парк. Будівля є восьмикутною вежею-призмою з бірюзовим куполом заввишки 20 метрів. Башту оточують вісім колон. Колони, надгробки, підлога та сходи висічені з граніту. Стеля всередині будівлі прикрашена мозаїкою. На стінах усередині мавзолею висять 24 мармурові плити, на яких написані чотиривірші дубейті Баба-Тахер Ор'яна. Також усередині встановлено дві таблиці з латуні, на одній із яких написано імена засновників Національної асоціації пам'яток Ірану, які займалися питанням будівництва мавзолею. На іншій – імена видатних діячів та вчених, похованих поряд з Баба-Тахером. Серед них – поет Мохаммад ібн Абдул Азіз (IX століття), правознавець Абулафате Асаад (XII століття), вчений Мірза Алі Накі Косар (XIX століття), поет Мафтун Хамадані (XX століття).
Загальна площа комплексу мавзолею разом із парком становить 8965 м2.

## Історія
Протягом часу будівля мавзолею піддавався реконструкціям. Перша будівля належить до періоду правління Сельджуків. Так у XII столітті на могилі поета було збудовано першу будівлю у вигляді вежі восьмикутної форми з цегли, яка згодом зруйнувалася.
За правління Рези Пехлеві (1925-1941) на місці старого мавзолею збудовано нову цегляну будову. У ході будівельних робіт на місці старого мавзолею знайдено плиту, що належить до XIII століття. На цій плиті бірюзового кольору написані аяти Корану куфічним листом. Нині вона зберігається у Національному музеї Ірану.
Будівництво нової будівлі у 1965 здійснено за підтримки Національної асоціації пам'яток та мерії Хамадану. Проект належить архітектору Мохсену Форуху. Нова будівля мавзолею є шедевром архітектури, унікальною конструкцією, що поєднує особливості архітектури XIII-XIV століть і сучасних розробок.